# Clemenza d'Asburgo
Clemenza d'Asburgo (Vienna, 1267 – 1293 o 1295) era un membro della Casa d'Asburgo.

## Biografia

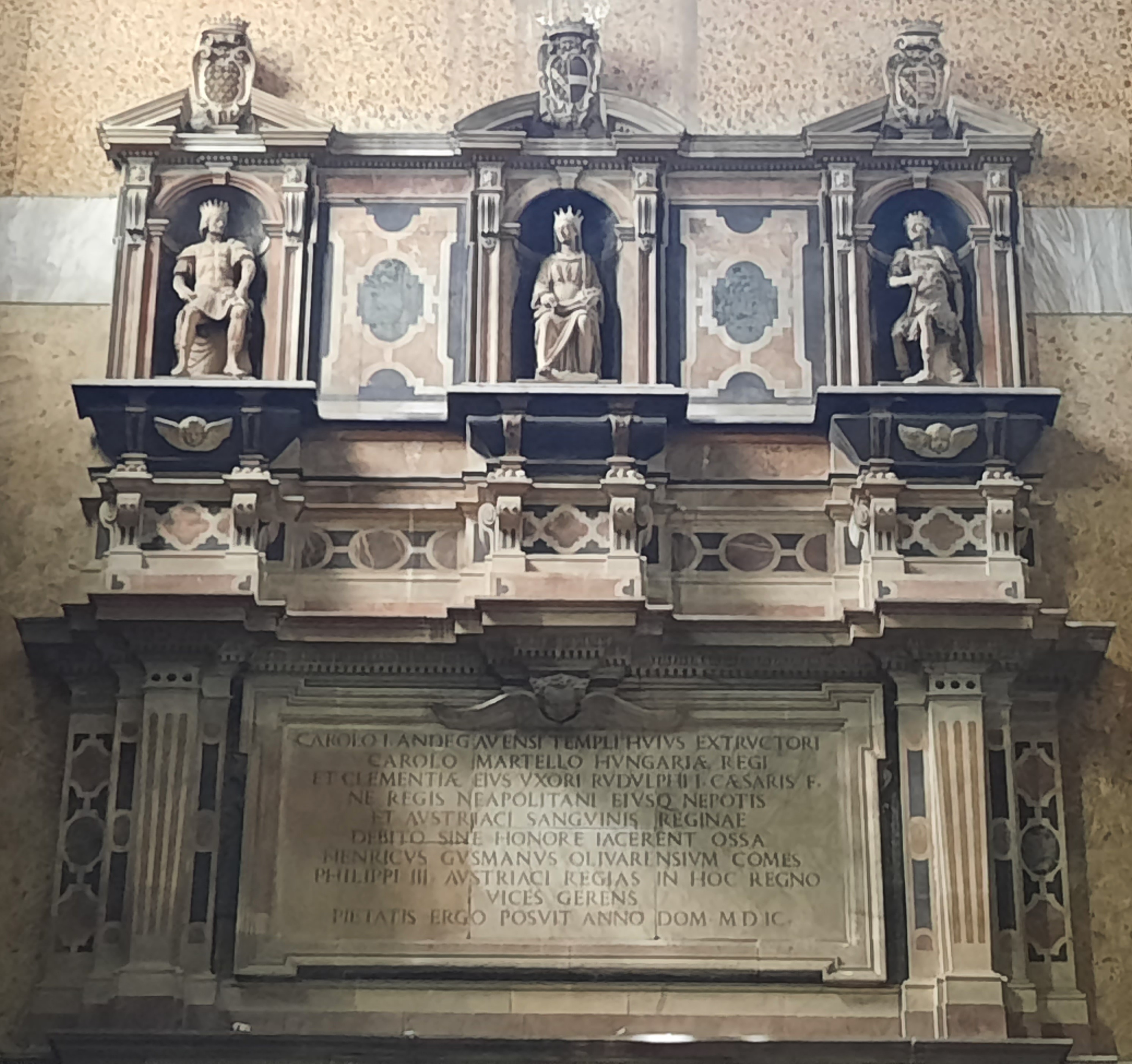
Domenico Fontana, Sepolcri di Carlo d'Angiò, Carlo Martello e Clemenza d'Asburgo (la statua in cui è raffigurata è al centro) nella controfacciata del Duomo di Napoli

Era la figlia del duca d'Austria Rodolfo I d'Asburgo (poi imperatore Rodolfo I) e della sua prima moglie, Gertrude di Hohenberg.

### Matrimonio
L'11 gennaio 1281, a Vienna, sposò Carlo Martello d'Angiò, figlio primogenito di Carlo II d'Angiò, re di Napoli.
Si ritiene che Clemenza morì nel 1293, in relazione alla nascita della figlia minore e omonima. Altri sostengono che morì nel 1295, mesi dopo la morte del marito. Clemenza è sepolta nel Duomo di Napoli. Dante la ricorda, assieme al marito, nel IX canto del Paradiso, nel Terzo Cielo o di Venere, fra gli spiriti amanti.

### Regina d'Ungheria
Carlo Martello fu istituito dal papa Niccolò IV e il partito ecclesiastico come re titolare d'Ungheria (1290-1295), come successore di suo zio materno, Ladislao IV d'Ungheria contro il quale il papa aveva già dichiarato una crociata.
Non è mai riuscito a governare il Regno d'Ungheria, dove un agnato della dinastia degli Arpadi, suo cugino Andrea III d'Ungheria, in realtà ha governato quel periodo. Carlo Martello, tuttavia, ebbe successo nell'affermare le sue rivendicazioni sulla Croazia, un regno poi in unione personale con l'Ungheria.

## Discendenza
Clemenza e Carlo Martello ebbero tre figli:
- Carlo Roberto (1288-1342), re d'Ungheria;
- Beatrice (1290 - Grenoble, 1354), il 25 maggio 1296 sposò Giovanni II del Viennois;
- Clemenza (febbraio 1293 – Parigi, 12 ottobre 1328), Regina di Francia, il 13 agosto 1315 sposò a Parigi Luigi X di Francia.

## Ascendenza
|                         |                          |                           | Genitori                           |  |  | Nonni |  |  | Bisnonni           |  |  | Trisnonni            |  |
|                         |                          |                           |                                    |  |  |       |  |  | Rodolfo il Vecchio |  |  | Alberto III il Ricco |  |
|                         |                          |                           |                                    |  |  |       |  |  | Rodolfo il Vecchio |  |  | Alberto III il Ricco |  |
|                         |                          | Ida di Pfullendorf        |                                    |  |  |       |  |  | Rodolfo il Vecchio |  |  |                      |  |
| Alberto IV il Saggio    |                          |                           |                                    |  |  |       |  |  | Rodolfo il Vecchio |  |  |                      |  |
|                         |                          | Agnese di Staufen         | Goffredo di Staufen                |  |  |       |  |  |                    |  |  |                      |  |
|                         |                          | Agnese di Staufen         | Goffredo di Staufen                |  |  |       |  |  |                    |  |  |                      |  |
|                         |                          | Agnese di Staufen         | …                                  |  |  |       |  |  |                    |  |  |                      |  |
| Rodolfo I d'Asburgo     |                          | Agnese di Staufen         |                                    |  |  |       |  |  |                    |  |  |                      |  |
|                         |                          | Ulrico III di Kyburg      | Hartmann III di Dillingen e Kiburg |  |  |       |  |  |                    |  |  |                      |  |
|                         |                          | Ulrico III di Kyburg      | Hartmann III di Dillingen e Kiburg |  |  |       |  |  |                    |  |  |                      |  |
|                         |                          | Ulrico III di Kyburg      | Richenza di Lenzburg               |  |  |       |  |  |                    |  |  |                      |  |
| Edvige di Kyburg        |                          | Ulrico III di Kyburg      |                                    |  |  |       |  |  |                    |  |  |                      |  |
|                         |                          | Anna di Zähringen         | Bertoldo IV di Zähringen           |  |  |       |  |  |                    |  |  |                      |  |
|                         |                          | Anna di Zähringen         | Bertoldo IV di Zähringen           |  |  |       |  |  |                    |  |  |                      |  |
|                         |                          | Anna di Zähringen         | Elvige di Frohburg                 |  |  |       |  |  |                    |  |  |                      |  |
| Matilde d'Asburgo       |                          | Anna di Zähringen         |                                    |  |  |       |  |  |                    |  |  |                      |  |
|                         | Burcardo IV di Hohenberg | Burcardo III di Hohenberg |                                    |  |  |       |  |  |                    |  |  |                      |  |
|                         | Burcardo IV di Hohenberg | Burcardo III di Hohenberg |                                    |  |  |       |  |  |                    |  |  |                      |  |
|                         | Burcardo IV di Hohenberg | Cunegonda di Grünberg     |                                    |  |  |       |  |  |                    |  |  |                      |  |
| Burcardo V di Hohenberg | Burcardo IV di Hohenberg |                           |                                    |  |  |       |  |  |                    |  |  |                      |  |
|                         |                          | Valpurga di Aichelberg    | Luitoldo di Aichelberg             |  |  |       |  |  |                    |  |  |                      |  |
|                         |                          | Valpurga di Aichelberg    | Luitoldo di Aichelberg             |  |  |       |  |  |                    |  |  |                      |  |
|                         |                          | Valpurga di Aichelberg    | ? di Otterswang                    |  |  |       |  |  |                    |  |  |                      |  |
| Gertrude di Hohenberg   |                          | Valpurga di Aichelberg    |                                    |  |  |       |  |  |                    |  |  |                      |  |
|                         |                          | Rodolfo II di Tubinga     | Rodolfo I di Tubinga               |  |  |       |  |  |                    |  |  |                      |  |
|                         |                          | Rodolfo II di Tubinga     | Rodolfo I di Tubinga               |  |  |       |  |  |                    |  |  |                      |  |
|                         |                          | Rodolfo II di Tubinga     | Matilde di Gleiberg                |  |  |       |  |  |                    |  |  |                      |  |
| Matilde di Tubinga      |                          | Rodolfo II di Tubinga     |                                    |  |  |       |  |  |                    |  |  |                      |  |
|                         |                          | ? di Ronsberg             | Enrico di Ronsberg                 |  |  |       |  |  |                    |  |  |                      |  |
|                         |                          | ? di Ronsberg             | Enrico di Ronsberg                 |  |  |       |  |  |                    |  |  |                      |  |
|                         |                          | ? di Ronsberg             | Udihilda di Gammertingen           |  |  |       |  |  |                    |  |  |                      |  |
|                         |                          | ? di Ronsberg             |                                    |  |  |       |  |  |                    |  |  |                      |  |